# Terminal Amaral Gurgel
El Terminal Amaral Gurgel es un terminal de ómnibus urbano de SPTrans de la ciudad de São Paulo. Ubicada en la región centro de la ciudad, en la Calle Doutor Frederico Steitel, 107 - Centro. Es punto de origen de 7 líneas, 12 nocturnas y 2 más de pasaje.

## Líneas operativas
| Línea | Prefijo | Destino                                                                       |
| ----- | ------- | ----------------------------------------------------------------------------- |
| 118C  | 10      | Jardim Peri Alto - Via Term. Rod. Tiete/Hosp. Mandaqui/Av. Zunkeller          |
| 475M  | 10      | Jardim da Saúde - Via Rua Treze de Maio                                       |
| 1732  | 10      | Vila Sabrina - Via Av. Rudge/Pte. Casa Verde/Av. Braz Leme/Av. Ataliba Leonel |
| 5121  | 10      | Terminal Santo Amaro via Brigadeiro/Shopping Morumbi                          |
| 5121  | 41      | Terminal Santo Amaro via Brigadeiro/Av. Santo Amaro                           |
| 7701  | 10      | Jardim Guaraú via Rua Augusta                                                 |

## Líneas noctunas
| Línea | Prefijo | Destino                                              |
| ----- | ------- | ---------------------------------------------------- |
| 208V  | 51      | Terminal A.E. Carvalho via Terminal Pq. Dom Pedro II |
| 393C  | 10      | COHAB II (CIRCULAR)                                  |
| 393H  | 10      | Jardim Santo André                                   |
| 696P  | 10      | Pinheiros (CIRCULAR)                                 |
| 971X  | 51      | Terminal Vila Nova Cachoeirinha via ↕ Santana/↕ Luz  |
| 1177  | 51      | Terminal A.E. Carvalho                               |
| 1741  | 51      | Vila Dionízia via ↕ Santana/↕ Luz                    |
| 1759  | 51      | Jardim Pery via ↕ Santana/↕ Luz                      |
| 2435  | 51      | Terminal A.E. Carvalho                               |
| 3310  | 10      | Cidade Tiradentes (CIRCULAR)                         |
| 5102  | 10      | Terminal Sacomã                                      |
| 6312  | 10      | Jardim Luso via Terminal Bandeira                    |

## Líneas de pasaje
| Línea | Prefijo | Terminal Primaria                  | Terminal Secundária             |
| ----- | ------- | ---------------------------------- | ------------------------------- |
| 875A  | 10      | Aeropuerto via Av. Paulista/Aratãs | Perdizes (PUC) via Av. São João |
| 875M  | 10      | Aeropuerto via Av. Paulista/Miruna | Perdizes (PUC) via Av. São João |

- Datos: Q524689